# جيورجي ديميتروف
جيورجي ديميتروف (بالبلغارية: Георги Михайлов Димитров )‏ (و. 1882 – 1949 م) هو سياسي، ونقابي بلغاري، توفي في بارفيكا، عن عمر يناهز 67 عاماً، بسبب مرض الكبد.

## مناصب
تولى منصب رئيس وزراء بلغاريا ‏ (23 نوفمبر 1946–2 يوليو 1949)، وعضو مجلس السوفيت الأعلى.

## جوائز
حصل على جوائز منها:
- Order of 9 September 1944 [الإنجليزية]‏ (1943)
- وسام لينين.

| المناصب السياسية    | المناصب السياسية                                      | المناصب السياسية   |
| ------------------- | ----------------------------------------------------- | ------------------ |
| سبقه Kimon Georgiev | رئيس وزراء بلغاريا (32) 23 نوفمبر 1946 - 2 يوليو 1949 | تبعه فاسيل كولاروف |

## روابط خارجية
- جيورجي ديميتروف على موقع IMDb (الإنجليزية)
- جيورجي ديميتروف على موقع الموسوعة البريطانية (الإنجليزية)
- جيورجي ديميتروف على موقع مونزينجر (الألمانية)
- جيورجي ديميتروف على موقع مونزينجر (الألمانية)
- جيورجي ديميتروف على موقع ديسكوغز (الإنجليزية)